# نیروی هوایی کرواسی
نیروی هوایی کرواسی (کرواتی: Hrvatsko ratno zrakoplovstvo) نیروی هوایی زیرمجموعه نیروهای مسلح جمهوری کرواسی است، که فعالیت خود را از سال ۱۹۹۱ آغاز کرد.